# Mmhmm
Mmhmm är den kristna pop/rock-gruppen Relient K:s fjärde studioalbum och släpptes 2004.

## Låtlista
Alla låtar är skrivna av Matt Thiessen.
0. "Mmhmm" (gömt spår) – -0:16
1. "The One I'm Waiting For" – 3:02
2. "Be My Escape" – 4:00
3. "High of 75" – 2:27
4. "I So Hate Consequences" – 4:01
5. "The Only Thing Worse Than Beating A Dead Horse Is Betting On One" – 1:13
6. "My Girl's Ex-Boyfriend" – 2:28
7. "More Than Useless" – 3:50
8. "Which to Bury, Us or the Hatchet?" – 4:11
9. "Let It All Out"  – 4:21
10. "Who I Am Hates Who I've Been" – 3:52
11. "Maintain Consciousness" – 2:52
12. "This Week the Trend" – 2:59
13. "Life After Death and Taxes (Failure II)" – 4:23
14. "When I Go Down" – 6:42